# 颅相学

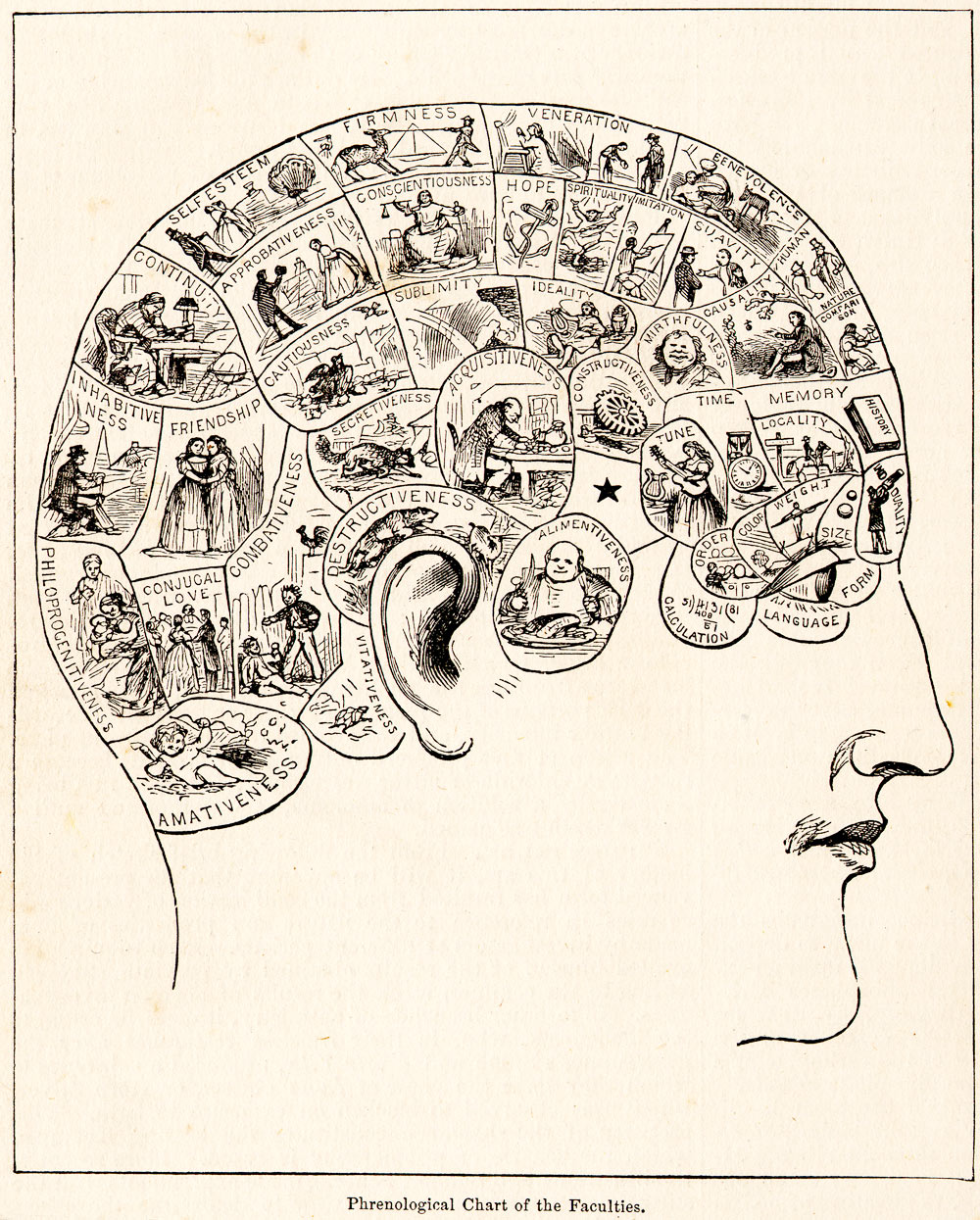
颅相学示意图（1883年）

颅相学（Phrenology）是一种认为人的心理与特质能够根据头颅形状确定的假說，比方說，負責掌管“記憶”的區域如果較為突出，這個人的記性就會比較好。顱相學現今已被認定為偽科學，雖然它的根據其來有自，包括大腦為人類行為之根源，且不同大腦區域可能負責不同行為表現或認知功能，但因由於顱相學缺乏實質證據，因此被判定為偽科學。德国解剖学家弗朗兹·约瑟夫·加尔于1796年提出了颅相学，之后在19世纪此学说曾风靡一时，尤其是在1810~1840年之間。1820年，愛丁堡顱相學學會的成立使得愛丁堡成為英國顱相學之研究重鎮。1843年，弗朗西斯·马戎第将颅相学称作“当代的伪科学”（a pseudoscience of the present day）。但不可否认的是，颅相学影响了19世纪精神病学与现代神经科学的发展。颅相学提出了大脑皮质定位的概念，奠定了现代神经科学的基石。

## 學說
颅相学家认为大脑是心灵的器官，而心灵则由一系列不同的官能构成，每一官能对应大脑某一特定区域。这些区域被认为按一定比例构成了人的特性。同时，颅相学家还相信，颅骨的形状是与大脑内这些区域的形状相关的，因此通过测量人的头颅便能够判断每个人的人格特質。

## 方法
顱相學家會利用手掌、指尖來觸摸與感受受測者或病患的頭顱形狀，藉以判斷受測者不同心理特質的強弱，因為他們認為頭骨的突起或凹陷程度可以反映該腦部所對應的人格特質。加爾認為，人類大腦可被區分為27個區塊，其中19個亦可見於其他動物。這些區塊各自對應有不同的功能，從形狀的感覺、宗教信仰虔誠、好鬥程度等等，範圍廣泛。而這些區域的大小，反映出該種能力或特質的強弱。